# 퍼스트레이디 특수 경호대
《퍼스트레이디 특수 경호대》(Guarding Tess)는 미국에서 제작된 휴 윌슨 감독의 1994년 코미디, 드라마 영화이다. 니콜라스 케이지 등이 주연으로 출연하였고 네드 타넨 등이 제작에 참여하였다.

## 출연

### 주연
- 니콜라스 케이지
- 셜리 맥클레인

### 조연
- 오스틴 펜들튼
- 에드워드 알버트
- 제임스 레브혼
- 리차드 그리피스

## 기타
- 협력프로듀서: 조나단 필리
- 미술: 피터 S. 라킨
- 세트: 레슬리 E. 롤린스
- 의상: 수 갠디
- 의상: 앤 로스
- 배역: 아레타 채펠